# I’ve Sound
I've Sound, hay gọi đơn giản là I've (アイブ Aibu), là một nhóm sản xuất nhạc techno/trance của Nhật Bản đặt văn phòng tại Sapporo, Hokkaidō. Trưởng nhóm là Takase Kazuya, và nhiều nữ ca sĩ thành viên đầy tài năng được người hâm mộ gọi là utahime (歌姫).
Họ thể hiện nhiều nhạc phẩm chủ đề cho trò chơi người lớn ở Nhật Bản, tiêu biểu là "Tori no Uta" do Lia trình bày với nhạc và lời do hai nhà soạn nhạc Orito Shinji và Maeda Jun từ Key sáng tác, dùng trong visual novel người lớn và anime nổi tiếng AIR của họ. Gần đây, họ trình bày nhiều ca khúc chủ đề cho các bộ anime. Trong cộng đồng người hâm mộ anime, I've Sound được biết đến nhiều nhất qua các bài hát mở đầu của các sê-ri: Black Lagoon, Please Teacher!, Please Twins!, Shakugan no Shana, Starship Operators, Higurashi no Naku Koro ni, Hayate no Gotoku, Nanatsuiro Drops' và Toaru Majutsu no Index.

## Lịch sử
I've bắt đầu hoạt động từ năm 1998, mặc dù tại thời điểm đó ban nhạc chưa có tên là "I've". Ban nhạc được thành lập bởi sáu thành viên của nhóm Takase Fight. Trong thời gian này họ sáng tác các nhạc phẩm cho karaoke Tsushin và một số thương hiệu game người lớn ở Hokkaidō. Họ cũng thực hiện hai nhạc phẩm trong sê-ri album Dancemania, đó là "If You Were Here" (bởi Jennifer) và "Is This The Way You Kill A Love" (bởi Gina), cả hai đã được dùng trong Dance Dance Revolution.
Lần đầu tiên họ sử dụng tên "I've" là khi đang sáng tác nhạc cho tựa eroge game Lips: egao no yukue vào mùa thu năm 1998. Việc sản xuất của trò chơi này sau đó đã bị hủy bỏ, tuy nhiên điều này đã giúp họ tạo dựng mối quan hệ với tập đoàn Visual Art's, một công ty phần mềm và sản xuất trò chơi mày tính mà sau này đã phát hành hầu hết các nhạc phẩm của I've.
Trò chơi đầu tiên mà I've chính thức tham gia khâu sản xuất âm nhạc là Hakidame: Trash, phát triển bởi Zero (một thương hiệu của Visual Art's), phát hành vào tháng 2 năm 1999, đó là khi bạn nhạc cho ra đời cái tên "I've Sound". Game có dùng hai bài hát của họ là Fuck Me và Utsukushiku Ikitai.
Bước đột phá của I've là khi trò chơi người lớn trên PC nổi tiếng Kanon, phát triển bởi Key (một thương hiệu khác của Visual Art's), ra đời vào năm 1999, trong đó hai bài hát mở đầu và kết thúc là Last Regrets và Kaze no Tadoritsuku Basho đã được ca sĩ Ayana của I've thực hiện. Điều này đã gầy dựng tên tuổi của ban nhạc trong cộng đồng game thủ eroge. Những bài hát này cũng xuất hiện trong album soundtrack của chuyển thể anime Kanon (phiên bản năm 2002) và tiếp tục là bài hát mở đầu và kết thúc trong phiên bản anime làm lại vào năm 2006.
Họ phát hành album tổng hợp đầu tiên, Regret, vào tháng 12 năm 1999.
Sang năm 2000, một lần nữa tên tuổi của I've lại vang xa khi "Tori no Uta" do Lia trình bày được dùng làm bài hát mở đầu cho visual novel kế tiếp của Key là AIR, cũng như bài hát kết thúc trò chơi là "Farewell Song". Hai ca khúc này tiếp tục xuất hiện trong chuyển thể anime của AIR sản xuất năm 2005. "Tori no Uta" do Orito Shinji từ Key soạn và Maeda Jun viết lời.
Năm 2002, I've được thuê để sản xuất âm nhạc cho sê-ri anime đầu tiên của nhóm, Please Teacher!, từ đó tiếng tăm của I've lại lan sang cộng đồng otaku, và giúp họ tiếp cận với trường quốc tế.
Tháng 4 năm 2004, KOTOKO, một ca sĩ của I've tham gia khâu âm nhạc của Please Teacher, phát hành album đầu tay của cô là Hane. Tiếp đến là nhạc phẩm đầu tay của Kawada Mami (đĩa đơn "Radiance") phát hành tháng 2 năm 2005, và của Shimamiya Eiko (album Ulysses) vào tháng 4 cùng năm. Mell và nhà sản xuất C.G mix tung ra các nhạc phẩm đầu tay của họ trong năm 2006 (lần lượt: đĩa đơn "Red Fraction" và album In Your Life). Gần đây nhất, Utatsuki Kaori cũng góp phần mình vào bảng xếp hạng đĩa nhạc tháng 8 năm 2007 với đĩa đơn "Shining Stars Bless".
I've đã tổ chức buổi hòa nhạc trực tiếp đầu tiên của họ vào ngày 15 tháng 10 năm 2005 tại Nippon Budokan.
Trong những tuần chuẩn bị cho buổi hòa nhạc trên, nhóm đã sản xuất chương trình radio trên internet I've Talk Jam, được tài trợ bởi SHIHO với Takase Kazuya và Nakazawa Tomoyuki là người dẫn chương trình chính thức, cùng sự xuất hiện của từng ca sĩ một trong I've với vai trò khách mời trong mỗi trong chương trình. Chương trình kết thúc sau buổi phát thanh thứ chín, trước khi buổi hòa nhạc tại Budokan diễn ra ít lâu.
I've Sound cung cấp âm nhạc cho bộ phim điện ảnh (live-action) đầu tiên của họ là Real Onigokko, với bài hát chủ đề cùng tên do KOTOKO trình bày. Các bài hát dùng trong live-action của anime Higurashi no Naku Koro ni sản xuất năm 2008 có sự tham gia của Shimamiya Eiko trong phần dạo đầu và kết phim (đó là "Wheel of Fortune (Unmei no Wa)" và "Diorama").
Ngày 25 tháng 3 năm 2009, I’ve Sound phát hành bộ đĩa CD tổng hợp đánh dấu 10 năm thành lập của ban nhạc có tên là "I've Sound 10th Anniversary 「Departed to the future」Special CD BOX". Trước đó, vào tháng 2, ban nhạc đã tổ chức một buổi hòa nhạc nữa tại Nippon Budokan cũng vì mục đích kỷ niệm.

## Thành viên
| - C.G mix - Takase Kazuya (nhà sáng lập I've Sound) - Iuchi Maiko (cũng được biết đến với tên Uetsu Miu) - Nakazawa Tomoyuki - C.G mix - Shimamiya Eiko (cũng được biết đến qua nghệ danh Eiko, Peko (trước năm 2006)) - Utatsuki Kaori - KOTOKO (hay có tên khác là Miyazaki Asame, Outer) - Kawada Mami - Mell (có tên khác là Orihime) - Kirishima Airi - Maisaki Nami - Asami Rin - Tsujiuchi Fukuko (quản lý các ca sĩ) - Yoshida "Harry" Haruhiko (thành viên của I've trong các buổi hòa nhạc, tay trống) - Kobayashi Hiroyuki - Terayama Michihito (quản lý các ca sĩ) - Itagaki Naoki - Ozaki Takeshi (hòa tấu guitar, thành viên của I've trong các buổi hòa nhạc) - Ipposhi Yasutaka (nhà điều hành sản xuất của I've Sound) | - Aki (cũng được biết đến với tên Y.Aki, có tên khác là Katagiri Asuka) - Ayana - Nakatsubo Atsuhiko (được biết đến nhiều hơn qua nghệ danh FISH TONE) - Chiyo - Satō Hiromi - Iku - Tsutsumi Inosuke (một ca sĩ hư cấu và danh tính thực sự chưa được làm rõ) - Lia (tên khác là Fuuran) - Mako - Mary - Miki (tên khác là Tachibana Usagi) - Mihi (đôi khi bị nhầm lẫn với Miki) - Momo - Reina - R.I.E - Rimikka - Shiho - Takami - Wata (NueroSocietia) - Yucco (Yukko) - Matsuzawa Yumi |

## Danh sách đĩa nhạc

### AlbumGirls Compilation
- regret (1999)
- verge (2000)
- disintegration (2002)
- Lament (2003)
- Out Flow (2003)
- Collective (2005)
- Extract (2010)

### Album concept
- Short Circuit (2003)
- Short Circuit II (2007)
- Short Circuit III (2010)

### Phát hành trongComic Market
- Dirty Gift (2002)
- Mixed Up: I've Remix Style (2004)
- I've Mania Tracks Vol.I (2007)
- The Front Line Covers (2008)
- I've Mania Tracks Vol.II (2009)
- I've Mania Tracks Vol.III (2010)

### CD khác
- I've Hard Stuff - Luding Out (?)
- I've Cure Trance Vol.1 - Psychedelic (?)
- I've Cure Trance Vol.2 - Psychedelic GOA (?)
- I've Trance Magic Vol.1 (?)
- I've Trance Magic Vol.2 (?)
- I've Trance Magic Vol.3 (?)
- I've verve - circle001 - Beyond the underground groove (?)
- I've verve - circle002 - beat spellbound-agitation mix (?)
- I've verve - circle003 - electronica-mayhem (?)
- I've verve - circle004 - Psychedelic Trance Edition (?)
- I've verve - circle005 - Psychedelic Trance Edition - Journey of Space Exploration- (?)
- I've Cure Trance Vol.3 - Psychedelic IBIZA (?)
- Master Groove Circle (2008)
- I've Sound 10th Anniversary: Departed to the future Special CD Box (2009)
- Master Groove Circle 2 (2009)
- I've Sound 10th Anniversary Departed to the Future (2009)

### Video
- I've in Budokan 2005: Open the Birth Gate (2006)
- Short Circuit II Premium Show in Tokyo (2007)
- I've in Budokan 2009: Departed to the future (2009)